# Conservatoire à rayonnement régional de Boulogne-Billancourt
 (août 2025).
Le conservatoire à rayonnement régional de Boulogne-Billancourt est un établissement d'enseignement artistique agréé et contrôlé par l'État (Direction générale de la Création artistique du ministère de la Culture et de la Communication), représenté par la direction régionale des Affaires culturelles (DRAC). Il a son siège à Boulogne-Billancourt (Hauts-de-Seine, France).  Il propose trois spécialités, musique, danse et art dramatique.

## Histoire
Le conservatoire a été créé en 1959, avec le parrainage de Marcel Landowski, et est devenu conservatoire national de région en 1979.

### Liste des directeurs successifs
- 1959 à 1963 : Marcel Landowski
- 1963 à 1966 : Olivier Bernard
- 1966 à 1972 : Jean-Michel Damase
- 1972 à 1986 : Alain Louvier
- 1986 à 2004 : Alfred Herzog
- 2004 à 2009 : Alain Jacquon
- 2009 à 2013 : Alain Louvier
- 2013 à 2017 : Marie-Pierre Mantz
- 2018 à aujourd'hui : Jean-Luc Tourret

## Le CRR aujourd’hui
102 professeurs accompagnent quelque 1 400 élèves des classes de musique et de chorégraphie.

### Diplômes délivrés
Dans le domaine musical, le conservatoire propose 3 cycles d’apprentissage, appelés 1er, 2e et 3e cycles (ce dernier se divisant en une formation à la pratique amateur, et en un cycle spécialisé). Les deux premiers cycles se concluent par un diplôme de fin de cycle.
Le CRR de Boulogne-Billancourt délivre aux élèves des cours de danse classique, un diplôme et à un certificat de fin d’études chorégraphiques.

### Enseignement
Dans le domaine musical, le conservatoire délivre un enseignement concernant les cordes (violon, alto, violoncelle, contrebasse), les bois (flûtes, hautbois, basson, saxophone, clarinette), les cuivres (cor, trompette, trombone, tuba) ainsi que les instruments polyphoniques (accordéon, piano, guitare, harpe, orgue, percussions). Des classes de musique ancienne, de chant, d’écriture et de composition musicales sont également organisées. 
La danse classique, la danse jazz et la danse contemporaine font partie de l’offre chorégraphique du conservatoire.

### Administration
Outre la participation de l’État, représenté par la direction régionale des Affaires culturelles (DRAC), le conservatoire est principalement financé par la ville de Boulogne-Billancourt.

### Partenariats
Le conservatoire, en partenariat avec l’Éducation nationale, s’inscrit dans un cycle de classes à horaires aménagés dans le domaine musical  (CHAM) et chorégraphique. Les écoles Pierre-Grenier (danse) et Billancourt (musique), les collèges Landowski (musique) et Jean-Renoir (danse) ainsi que les lycées Jean-de-La Fontaine (musique et danse), Jacques-Prévert et La Bruyère participent à cette initiative.
Un pôle supérieur a été créé en 2007, avec l'université Paris Sorbonne-Paris IV et le CRR de Paris. Il délivre un DNSPM (diplôme national supérieur professionnel de musicien).